# Sternarchella orthos
Sternarchella orthos är en fiskart som beskrevs av Mago-leccia, 1994. Sternarchella orthos ingår i släktet Sternarchella och familjen Apteronotidae. Inga underarter finns listade i Catalogue of Life.